# Ministerstwo Spraw Zagranicznych Białorusi

Flaga MSZ Rep. Białorusi.

Ministerstwo Spraw Zagranicznych Republiki Białorusi (biał. Міністэрства замежных спраў Рэспублікі Беларусь; ros. Министерство иностранных дел Республики Беларусь) – białoruski organ administracji państwowej odpowiedzialny za politykę zagraniczną i handel zagraniczny.

## Historia
W grudniu 1920 roku, decyzją II Zjazdu Rad Białorusi powstał Ludowy Komisariat Spraw Zagranicznych. Wraz z utworzeniem w 1922 roku ZSRR funkcja reprezentacji republik radzieckich na arenie międzynarodowej została przeniesiona w zarząd związkowi.
W 1961 roku zostało zatwierdzone rozporządzenie w sprawie Ministerstwa Spraw Zagranicznych Białoruskiej SRR.

## Lista ministrów
- Anton Łuckiewicz (1918–1919)
- Alaksandr Cwikiewicz (1919–1925)
- Kuźma Kisialou (1944–1966)
- Anatol Gurynowicz (1966–1990)
- Piotr Krauczanka (1990–1994)
- Uładzimir Siańko (1994–1997)
- Iwan Antanowicz (1997–1998)
- Urał Łatypow (1997–2000)
- Michaił Chwastou (2000–2003)
- Siarhiej Martynau (2003–2012)
- Uładzimir Makiej (2012–2022)
- Siarhiej Alejnik (2022–2024)
- Maksim Ryżankou (od 2024)